# Bundesstraße 16
Pour les articles homonymes, voir B16 et Route 16.
La Bundesstraße 16 (abrégé en B 16) est une Bundesstraße reliant Roding à Schwangau.

## Localités traversées
- Roding
- Nittenau
- Ratisbonne
- Saal an der Donau
- Abensberg
- Manching
- Neubourg-sur-le-Danube
- Rain
- Donauworth
- Höchstädt an der Donau
- Dillingen
- Lauingen (Donau)
- Gundelfingen an der Donau
- Guntzbourg
- Krumbach
- Mindelheim
- Kaufbeuren
- Marktoberdorf
- Roßhaupten
- Füssen
- Schwangau